# Prix de l'Académie française
I Prix d'Académie sono dei premi dell'Académie française. Attribuiti occasionalmente dal 1887, sono divenuti annuali dopo il 1970 grazie alla fondazione Le Métais-Larivière.
Destinati a compensare un'opera di particolare importanza, o l'insieme di un'opera, sono conferiti annualmente nell'ambito della letteratura.
I premiati ricevono una medaglia di vermeil e un premio di ammontare variabile.

## Premiati

### 2010-2019
2019
- Michel Collot, per la sua opera poetica e critica - Medaglia di vermeil
- René Hénane, Medaglia di vermeil
- Denis Lalanne, Medaglia di vermeil
- Dominique Schnapper, La Citoyenneté à l'épreuve. La démocratie et les juifs, e l'insieme della sua opera - Medaglia di vermeilvermeil[2]

2018
- Yves di Manno e Isabelle Garron, Un nouveau monde. Poésies en France 1960-2010
- Bertrand Jestaz, Monuments vénitiens de la première Renaissance, à la lumière des documents
- L'Edizione della corrispondenza di Pierre Bayle
- Stephen Smith, La Ruée vers l'Europe. La jeune Afrique en route pour le Vieux Continent

2017
- François Chapon
- Dominique Noguez, insieme della sua opera
- Dom Jean-Éric Stroobant de Saint-Éloy, Édition e traduction de l'ensemble des commentaires de saint Thomas d'Aquin aux épîtres de saint Paul aux communautés

2016
- Christian Bobin, insieme della sua opera
- Dominique Bourel, Martin Buber. Sentinelle de l'humanité
- Claude Eveno, L'Humeur paysagère
- Philippe Paquet Simon Leys. Navigateur entre les mondes

2015
- Florence Aubenas, per En France
- Hervé Brunon, per L'Imaginaire des grottes dans les jardins européens
- Thierry Clermont, per San Michele
- La rivista Poésie
- Monique Mosser, per L'Imaginaire des grottes dans les jardins européens

2014
- Patricia Bouchenot-Déchin, per ses travaux sur André Le Nôtre
- Olivier Compagnon, per L'Adieu à l'Europe. L'Amérique latine e la Grande Guerre
- Loris Petris, per l'edizione delle opere di Michel de L'Hospital e i suoi lavori sul Rinascimento
- Xavier Salmon, per Les Italiens de Fontainebleau

2013
- Pierre Chartier, per Vies de Diderot
- Stéphane Giocanti, per C'était les Daudet
- Michel Laval, per Tué à l'ennemi. La dernière guerre de Charles Péguy
- Jacques Semelin, per Persécutions e entraides dans la France occupée

2012
- Dictionnaire encyclopédique du livre
- Histoire de la virilité
- Alexandre Maral, per La Chapelle royale de Versailles. Le dernier grand chantier de Louis XIV
- Guy Verron, per François Eudes de Mézeray. Histoire e pouvoir en France au XVII siècle

2011
- Albert Bensoussan, per l'insieme delle sue traduzioni
- Sue Carrell, per l'edizione della corrispondenza della contessa de Sabran e del cavaliere de Boufflers
- Alain Lottin, per l'edizione de Chronique mémorial des choses mémorables par moy Pierre-Ignace Chavatte (1657-1693). Le mémorial d'un humble tisserand lillois au Grand Siècle
- Annette Wieviorka, per Maurice e Jeannette. Biographie du couple Thorez

2010
- Régis Boyer, per la sua opera esplicativa sulla letteratura nordica
- Natacha Rimasson-Fertin, per l'edizione e traduzione dei Contes pour les enfants e la maison dei fratelli Grimm
- Bertrand Lacarelle, per Arthur Cravan, précipité

### 2000-2009
2009
- Anne de Lacretelle, per La Comtesse d'Albany. Une égérie européenne
- Daniel Garbe, per Alfred Fabre-Luce
- Michel Lécureur, per Jules Barbey d'Aurevilly. Le Sagittaire

2008
- Jean Saint-Geours, La Caverne (Atlantica)
- David Haziot, Van Gogh (Gallimard)
- Dominique Barthélemy, La Chevalerie. De la Germanie antique à la France du XII|siècle (Fayard)
- Célia Bertin, Portrait d'une femme romanesque. Jean Voilier (1903-1996) (Bernard de Fallois)

2007
- Jean Pruvost, Les Dictionnaires français, outils d'une langue e d'une culture (Ophrys)

2006
- Axel Maugey, insieme della sua opera
- Michel Grodent, Traduction du Roman de Xénophon de Tákis Theodorópoulos (Sabine Wespieser éditeur)
- Laurent Mérer, Alindien (Le Télégramme)
- Caroline Pigozzi, Jean-Paul II intime (Robert Laffont)
- Claude Duneton, insieme della sua opera

2005
- Daniel Maximin: insieme della sua opera

2004
- Joël Schmidt, insieme della sua opera, Perrin
- Jean Piat, Beaumarchais, un intermittent du spectacle (Plon)

2003
- Dominique Bona, Il n'y a qu'un amour (Grasset)
- Suzanne Julliard, L'Anthologie de la Poésie française (Bernard de Fallois)
- Frédéric Tiberghien, Versailles, le chantier de Louis XIV (Perrin)

2002
- Arthur Conte, Soldats de France (Plon), e l'insieme della sua opera

2001
- Dominique de Villepin, Les Cent Jours, ou l'esprit de sacrifice (Perrin)
- Yasmina Khadra, L'Écrivain (Pocket)

2000
- Bernard Hœpffner e Catherine Goffaux, traduzione di Anatomie de la mélancolie, di Robert Burton
- Hilary Ballon, Le Vau
- Philippe Lamarque, L'Héraldique napoléonienne

### 1990-1999
1999
- Jean-Paul Cointet, insieme della sua opera
- Victor Del Litto, edizione della corrispondenza generale di Stendhal
- Maurice De Gandillac, Le Siècle traversé
- Louis Le Guillou, edizione della corrispondenza generale di Jules Michelet

1998
- Abate Louis Delhommeau, edizione dell'Instruction du chrétien, du cardinal de Richelieu
- Guillemette de Sairigné, Mon illustre inconnu

1997
- Wendy Ayres-Bennett e Philippe Caron, Remarques de l'Académie française sur le Quinte-Curce de Vaugelas
- Alain Bentolila, De l'illettrisme en général et de l'école en particulier
- Jean-Louis Crémieux-Brilhac, La France libre. De l'appel du 18 Juin à la Libération
- Germaine Tillion, insieme della sua opera

1996
- Christian Cabrol, Le Don de soi
- Hubert Nyssen, L'Italienne au rucher
- Maurice Tubiana, Les Chemins d'Esculape

1995
- Pascal Bruckner, La Tentation de l'innocence
- Nina Catach, Direzione del Dizionario storico dell'ortografia francese
- Cyrille Fleischman, Les Nouveaux Rendez-vous au métro Saint-Paul
- Pierre Magnan, Pour saluer Giono

1994
- Élisabeth Dufourcq, Les Aventurières de Dieu, Trois siècles d'histoire
- Joseph Rovan, Histoire de l'Allemagne

1993
- Henry Bellaunay, Petite Anthologie imaginaire de la Poésie française
- Jean-Pierre Dannaud, Fleuve rouge
- Christiane Desroches-Noblecourt, La Grande Nubiade
- René Han, Un Chinois en Bourgogne
- Maurice Patronnier de Gandillac, insieme della sua opera
- Jean-Pierre Renouard, Un uniforme rayé d'enfer

1992
- Bernard Delvaille, Mille et cent ans de Poésie française
- Pierre Hadot, Présentation et traduction des Traités 38 et 50, de Plotin
- Daniel Péchoin, Le Thésaurus de la langue française
- Yves Pouliquen, La Transparence de l'œil
- Generale Maurice Schmitt, De Diên Biên Phu à Koweït City
- Jean-Luc Steinmetz, Arthur Rimbaud, une question de présence
- Jean Tibéri, La Nouvelle Athènes, Paris, capitale de l'esprit

1991
- Jean-Paul Binet, L'Acte chirurgical
- François Bluche, Dictionnaire du Grand Siècle
- Akakia Cordossi, Treize voix du silence
- Louis Le Guillou e Nicole Roger-Taillade, Pubblicazione del Diario intimo inedito di Charles de Montalembert
- Marc Soriano, Insieme della sua opera

1990
- Solange Fasquelle, Insieme delle sue opere
- Madeleine Foisil, Journal de Jean Héroard, Médecin de Louis XIII
- Henri Hude, Bergson
- Pierre Rosenberg e Jacques Thuillier, Laurent Le Hyre: l'homme et l'œuvre

### 1980-1989
1989
- Denis Buican, La Révolution de l'évolution
- Maurice Chapelan, Amante en abîme
- Pierre Deniker, Les Drogues
- Jean Lescure, Gustave Singier, Canicule à Patmos
- Patrick de Ruffray, Le Dernier Bonheur

1988
- Paul Benichou, Les mages romantiques
- François Broche, Maurice Barrès
- Louis Forestier[3], Edizione dei romanzi di Guy de Maupassant, nella collezione "La Pléiade"
- Philippe de Gaulle, Pubblicazione di lettere, note e taccuini del Generale de Gaulle
- Bernard Raffalli, Edizione di A la recherche du temps perdu, di Marcel Proust, nella collezione "Bouquins"
- Charles Sterling, La Peinture médiévale à Paris
- Jean-Yves Tadié, Nuova edizione di A la recherche du temps perdu, di Marcel Proust nella collezione "La Pléiade"
- Henriette Walter, Le français dans tous les sens

1987
- Annie Angremy, Insieme delle sue opere su Jules Romains
- Jean Autin, Foch
- Édouard Guitton, Insieme dei suoi lavori sulla letteratura del '600
- Roger Judrin, insieme della sua opera

1986
- Louis Amade, Insieme della sua opera poetica
- Jean Blot, Insieme delle sue opere
- Claude Hagège, L'Homme de paroles
- Philippe Honoré D'Estienne D'Orves, Honoré d'Estienne d'Orves, pionnier de la Résistance
- Bernardine Melchior-Bonnet, La Grande Mademoiselle
- Pierre (Paul Louis) Miquel, Paysage et société
- Éric Ollivier, Insieme della sua opera
- Claude Paillat, Insieme dei suoi lavori di storia contemporanea

1985
- Jean Baillou, Les affaires étrangères et le corps diplomatique français
- Jean Chalon, Le lumineux destin d'Alexandra David-Néel
- Claude Dulong, La vie quotidienne des femmes au Grand Siècle
- Pierre Escoube, Senac de Meilhan, de la France de Louis XV à l'Europe des émigrés
- Canonico F. Fieh
- Guillaume Guindey, Trajectoire
- André Jardin, Alexis de Tocqueville 1805-1859
- Jacques Nels, Les tiroirs de la commode
- Jean-Claude Renard, Insieme della sua opera poetica
- Marcel Schneider, Histoires à mourir debout
- Marie Semon, Les femmes dans l'œuvre de Léon Tolstoï

1984
- André Castelot, Insieme della sua opera storica
- François Chalais, Garry
- Jacques de Fouchier, Le goût de l'improbable
- Béatrice Didier, Stendhal autobiographe
- Jacques Perret, Le jardin des plantes[4]
- Bernard Pierre, Le roman du Mississipi
- Jacqueline de Romilly, Insieme della sua opera
- Bernard Simiot, Ces Messieurs de Saint-Malo
- François Weyergans, Le radeau de la Méduse

1983
- Maurice Godelier, La production des grands hommes
- Raymond Latarjet, D'abord, vivre

1982
- Ferdinand Alquié, insieme della sua opera
- Françoise Chandernagor, L'allée du Roi. Souvenirs de Françoise d'Aubigné, marquise de Maintenon, épouse du Roi de France
- Michelle Maurois, L'encre dans le sang

1981
- Pierre Béarn, Insieme della sua opera
- René de Obaldia, Insieme della sua opera
- Régine Pernoud, Insieme della sua opera storica

1980
- Renée Massip, Insieme della sua opera
- Jacques Soustelle, Les Olmèques

### 1970-1979
1979
- René Lagane e Georges Niobey, Edizione di Grand Larousse de la Langue française
- Pierre Limagne e Bernardine Melchior-Bonnet, Insieme dei loro lavori storici
- Roger Vrigny, Insieme della sua opera

1978
- Yves Cazaux, Insieme dei suoi lavori storici
- Louis Dumont e Jacques Perret, Insieme delle loro opere

1977
- Michel Arnauld, Insieme della sua opera
- André David, Insieme della sua opera
- Jean Guirec, Insieme della sua opera

1976
- Philip Kolb, Edizione della corrispondenza di Marcel Proust
- Georges Lubin, Insieme dei suoi lavori su George Sand
- Marcello Mathias, Insieme della sua opera
- Henry Muller, Insieme della sua opera[5]

1975
- Diane de Margerie, Insieme della sua opera
- Roland Mousnier, Insieme dei suoi lavori storici
- Louise Servicen, Insieme della sua opera

1974
- Maurice Vaussard, insieme dei suoi lavori storici

1973
- Jean Rousselot, Insieme della sua opera

1972
- Marie-Antoinette Tonnelat, Histoire du principe de la Relativité

1971
- Jacques Desmarest, L'évolution de la France contemporaine. La France de 1870
- Raymond Marcel, Opere dedicate a Marsilio Ficino
- René Thimonnier, Le système graphique du Français. Code orthographique et grammatical

1970
- Auguste Martin, L'amitié Charles Péguy
- Jacques Weygand, Weygand, mon père

### 1950-1969
1965
- Marcelle Auclair, Traduzione delle opere complete di santa Teresa d'Avila

1961
- Pascal Bonetti, Insieme della sua opera poetica
- Georges Delaquys, Insieme della sua opera poetica

### 1950-1959
1959
- Abate Charles Aimond, Insieme della sua opera
- Dominique André
- Jeanne Boujassy, La passion du Pasteur Ceylère
- Simone Chevalier, La première pierre
- André Gentilhomme, Ère des découvertes, ère des abandons
- Solange Gilodi, Le Grand Bailly
- Juliette Goublet, Vie d'un préfet
- Henri Gouhier, Insieme della sua opera
- René Hener, Rivista Points et Contrepoints
- Jean Lebrau, Le feu des sarments
- Gilberte Lécuyer-Corthis, Adrienne Le Couvreur
- Jean-Georges Lossier, Les civilisations et le service du prochain
- René Maran, Le Livre du souvenir
- André Mary, Insieme della sua opera poetica
- Ammiraglio de Maupeou-Monbail, Les princes de la Roche-sur-Yon
- Jean-Victor Pellerin, Insieme della sua opera
- Henri Petit, Insieme della sua opera
- Jean-Claude Renard, Insieme della sua opera poetica
- Jean Rousselot, Insieme della sua opera poetica

1958
- Jean Follain, Insieme della sua opera poetica
- Mme de LÉTANG-TARDIF, Insieme della sua opera poetica[6]
- Marcel Monpezat, Monodie

1956
- Jean Adnet, D'un autre monde
- Mlle M.-H. ALIMEN, Préhistoire de l'Afrique[7]
- Raoul Bérenguier, Le monastère royal de la Celle. Promenades dans le Var
- Henriette Chandet, Suzanne Desternes, La vie privée de l'Impératrice Eugénie
- Claude Chavane, Faune et chasses en montagne
- Marie-Josèphe de Lacroix de Lavalette, Arria
- Madeleine-Louise de Sion, Madame Élisabeth Inconnue
- Louis de Gonzague Frick, Insieme della sua opera
- Pierre Gorlier, Le Vigan à travers les siècles
- Paul Guilly, Découverte de l'île Saint-Louis
- Henri Jahier, Abdelkader Nouredine, traduzione del Poème de la Médecine, di Avicenna
- Pierre Laurent, Villequier pays des roses[8]
- Philéas Lebesgue, Mes semailles
- Michelle Lorraine, Insieme della sua opera poetica
- Jean-Étienne Marie, Musique vivante
- Gaston Picard, L'affaire de la rue Basse
- Louis Planté, Un grand seigneur de la politique, Anatole de Monzie

1955
- Académie di Mâcon, (medaglia di Richelieu)
- Académie de Stanislas di Nancy, (medaglia di Richelieu)
- Jean-Paul Bonnes, Marietta Martin
- Jean Chavigny, Le château de Ménars
- Raymond Christoflour, Prophètes du XIX siècle
- Germaine Emmanuel-Delousquet, Au jardin de mon père
- M. J.-A. MAUDUIT, 40 000 ans d'art moderne[9]
- Albert Maurice, Stanley
- Denis Saurat, William Blake
- Canonico Paul Thône, La vie et l'œuvre de Mère Thérèse de Jésus
- Pierre Vergnes, La mère des vivants

1954
- Académie d'Alsace, Kléber, fils d'Alsace
- Jean Baumel, Maguelone
- Paul-Louis Bret, Information et démocratie
- René Burnand, Châteaux en Bretagne
- André Castelot, Marie-Antoinette
- Marguerite Castillon du Perron, La princesse Mathilde
- Victor de Pange, Graham Greene
- Robert Gaillard, Christobal Colomb. Les dieux sont revenus[10]
- Raoul Girardet, La société militaire dans la France contemporaine
- Jean Guirec, Les faux abandons
- Gérard Heim, L'Étrange destin de Jacques Cœur
- Generale François Ingold, Bêtes et Hommes du Niger
- Richard E. Knowles, Victor-Émile Michelet
- Gérard de Lacaze-Duthiers, Anthologie des Écrivains du V arrondissement
- Christiane Lannoy
- Jacques Legray, La vallée enchantée
- Marie-Joseph Lory, La pensée religieuse de Léon Bloy
- Maurice Mercier, Le feu grégeois
- Jean-Michel Renaitour, L'argentier du Roy
- Revue des forces françaises de l'Est
- Théodore Valensi, Le Romantisme et Schumann
- Pierre-Olivier Walzer, La poésie de Valéry

1953
- Paule Bouvelot, L'Auvergne à travers la poésie auvergnate
- Florent Fels, L'Art vivant
- Jean de Foucauld, Ce monde qui change
- Ida-Marie Frandon, L'Orient de Maurice Barrs
- Gustave Gascer, La Bourgogne d'or (Rivista)
- Rev. Jean-Pierre Inda, Francis Jammes, du faune au patriarche
- Jules Leroy, Saint-Germain-des-Prés, capitale des Lettres
- Armand Machabey, Frescobaldi
- Gabriel Ollivier, Tourisme à Monte-Carlo
- Charles Oulmont, L'Homme en robe noire
- Maurice Parturier, Une amitié littéraire, Prosper Mérimée et Ivan Tourgueniev
- Charles Pellat, Langue et Littérature arabes
- Marc Pincherle, J.-M. Leclair
- Henri Queffélec, François Malgorn
- François Raynal, Marie des Solitudes
- Ortensia Ruggiero, Commentaires du Cyrano de Bergerac, de Rostand

1952
- Mme C. BERTHOUX, Humoresques et offrandes[11]
- André Castelot, Dans l'ombre de l'histoire. Souvenirs du prince de Faucigny-Lucinge
- Albert Flory, Florilège
- Charles Fournet, Insieme della sua opera su Lamartine
- Fernand Fournier-Marcigny, La vie ardente du premier refuge français
- M. J.-L. FRANÇOIS-PRIMO, Chant du soir[12]
- Louis Guillot de Saix, Insieme della sua opera poetica
- René Jasinski, Molière et le Misanthrope
- Mons. Pierre Jobit, Leconte de Lisle et le mirage de l'île natale
- Raymonde de Kervern, Poèmes
- Angèle Kremer-Marietti, Dix-sept poèmes d'une enfance

1951
- André Lo Celso, Frissons
- Nathan Netter, Souvenirs et impressions de voyage au Maroc à travers l'Espagne

1951
- Claude de Bonnault, Histoire du Canada français
- René Casaubon, Poèmes
- Generale CASSEVILLE, De Chang-Kai-Shek à Mao-Tsé-Tung
- Jacques Castelnau, Les grands jours de la Convention
- André Castelot, Philippe Égalité, le prince rouge
- Marc Chesneau, Choix de poèmes
- Charles Christophe
- Yves Dartois, Les prétendants de Catherine
- Rev. Michel Gasnier, Les Dominicains de Saint-Honoré
- Constantin de Grünwald, Le duc de Gramont
- Mons. Charles Lagier, L'Orient chrétien
- Rev. Gabriel-Guillaume Lapeyre, Arthur Pellegrin, Carthage latine et chrétienne
- Canonico Marcel Michelet, Deux amours?
- Harry Mitchell, Pie X le saint
- Jean-Alexis Néret, Petit guide des familles
- Marcel Pollitzer, Le premier amour de Talma
- Claude Raynal, Caravelle
- Jeanne Sandelion, Montherlant et les femmes
- Luogotenente Auguste Thomazi, Napoléon et ses marins
- Pauline Valmy, Équilibre
- Maurice Vaussard, Histoire de l'Italie contemporaine
- visconte de VENEL, Sonnets
- Raoul Villedieu, La villa Médicis

1950
- Philippe Sagnac

### 1940-1949
1949
- Maurice Carême, La maison blanche
- Henry Gaillard de Champris
- M. V. GŒDORP
- Emmanuel Looten, Sortilèges
- Marie Noël
- Jean Peltier, Béatitudes
- Archag Tchobanian

1948
- Jacques Arnavon, Insieme della sua opera su Molière
- Marguerite Augier, Paul Augier, Ciel de lavande
- Eugène Berger-Crepet, Le poème de Paris
- Madeleine Bernier, Avant le grand silence
- Marcel Brion, Savonarole
- Roland Charmy
- Henri Clouard, Histoire de la littérature contemporaine
- Jacques Crokaert, Histoire de l'Empire britannique
- Julie de Mestral-Combremont, Albertine Necker de Saussure
- Vera Dumesnil, Le Bosphore tant aimé
- Roman Fajans, Douze ans dans la tourmente
- Jules Gestezi, Pauline de Metternich
- Jean Goudal, Ninon de Lenclos
- Hugues Lapaire
- Paul Léon, Du Palais-Royal au Palais-Bourbon
- Philippe Sagnac

1947
- Madeleine Clémenceau-Jacquemaire, Insieme della sua opera

1946
- Cécile Jéglot, Insieme dei suoi lavori
- Guillemette Marrier, La Ridondaine
- Société archéologique de Soissons
- Jane Valriant, France australe

1945
- Jean Canu, Louis XIII et Richelieu
- Henri Carré, La jeunesse et la marche au pouvoir de Richelieu
- M. DORNIÉ
- Henri Hauser, Insieme della sua opera
- Gaston Joseph
- M. LEMESLE, insieme della sua opera
- Lucien Souchon, Insieme della sua opera
- Georges Tajasque
- Maxence Van Der Meersch

1944
- Pierre Arnould, Rimbaud
- Rev. Jean Brémond, Le courant mystique au XVIII siècle
- Laurent-Valentin Bujeau, La philosophie entomologique de J.-H Fabre. L'œuvre de J.-H. Fabre et la psychologie de l'insecte
- Pierre Champion, Pierre de Thoisy, Bourgogne. France-Angleterre au traité de Troyes
- Mons. Henri Alexandre Chappoulie, Rome et les missions d'Indochine au XVII siècle
- Marc Chesneau, Messages des Lys
- A. CLAVAREAU de LA MENSBRUGE, Au galop de Pégase
- Canonico Léon Cote, Achille Allier
- Joseph Cressot, Le pain au lièvre
- Abate Fernand Crouzet, Le Porche de lumière. La guirlande de sainte Thérèse de l'Enfant Jésus
- Xavier Dauchez, À ce "lys" inconnu
- Mlle Myriam de G, Anna Rodier
- Maurice de Lafuye, Louis XVI
- Paul de La Magdeleine, L'Alchimie du bonheur
- René de Vauvilliers, Sur la flûte de bambou
- Fernand Delzangles
- André Dhôtel, Nulle part
- Charles Diehl, Les grands problèmes de l’histoire byzantine
- Claire Droze, Line Droze, Le Secret
- Marguerite-Marie Dubois, Aelfric
- Cyrille Dubus, Le poème du chaume
- Yvonne Estienne, L'Homme de l'offrande
- René Étienne-Bellivière, Jacobins de village
- Mons. Michel Even, Sous le signe de la croix blanche
- André Fergy, Dizains à Denise
- André Florent, L'éternelle absente
- Jean Fougère, Visite
- Paul Gallay La Vie de saint Grégoire de Nazianze
- Gustave Gaubert, Interludes
- Rev. Émile Georges, Sainte Marie-Euphrasie Pelletier
- Louis Gérin, Profondeur 1.400
- Lucie Guillet, Gloire germinale
- Gaston Joseph
- Pierre Jouvenet, Quatrains gastronomiques
- Roger Lafagette, Art poétique
- Raymonde Lefèvre, Aux cimes du cœur
- Anne Leflaive, Sous le signe des abeilles
- Raymond Lemoine, Fontaines du silence
- Léon Lemonnier, Les poètes romantiques anglais
- Jeanne Lenglin, L'ombre d'Elseneur
- Rev. Robert Lenoble, Mersenne
- Maurice Levaillant, Pubblicazione della corrispondenza di Lamartine
- Wilfrid Lucas, L'évangile du soir
- Suzanne Malard, Présence des absents
- Marie Mamelet, La flamme fantasque
- Marie-Madeleine Martin, Aspects de la Renaissance française sous Henri IV
- Paul Maurel, Histoire de Toulon
- André Ménabréa, Saint-Vincent de Paul
- Edmond Mourron, Mon reliquaire
- Minh Triet Nguyen, Miettes d'âme
- Mlle L. PAQUETTE, Études
- Lucie Paul-Margueritte, La vieille fille. Jeanne d'Arc à Domrémy
- abate Edmond Pilté, Petit répertoire archéologique
- Jean Pourtal de Ladeveze, Reflets dans un cristal
- Marcel Reinhard, Henri IV ou la France sauvée
- Alexandre Reulos, La Roque de Granville
- Rivista RÉSURRECTION
- Émile Rey, L'aïeule du Christ, Sainte Anne de Jérusalem
- L.-A. ROBERT, Frise pour le fronton du stade
- Noëlle Roger-Pittard
- Lucie Rondeau-Luzeau, La porte du rêve
- César Santelli, Langue française
- Roger Sarraud, Au fil du Coureau
- Hélène Séguin, Insieme della sua opera
- Jean-Albert Sorel, Le chemin de croix 1939-1940
- Canonico Geoffroy Tenant De La Tour, L'Homme et la Terre de Charlemagne à Saint-Louis
- Barone Bruno-Marie Terrasson de Sénevas, Une famille française du XIV au XX siècle
- Jeanne Terrat-Branly, Mon père Édouard Branly
- Jacques-François Thomas, Essai sur la morale de Port-Royal
- Georges Toudouze, Les équipages de la marine française
- Jacques Tournier, La fin des vacances
- Pierre Van Der Meulien, L'Enfant du bois Plauquet
- Arnold van Gennep, Folklore français

.*Jean Vignaud, Frère Charles
- Canonico Henri Villetard, Dom Bernard Moreau
- Émile Vivien, L'allée des tombeaux
- Louis Walter, Ceux des Stalags. Derrière les barbelés

1943
- Maurice Allem per l'insieme della sua opera
- Jean Aubert, Du cœur à l'âme
- M. BAROT-FORLIÈRE, Un peu de Théâtre en marge de l'Histoire
- Pierre Belperron, 'Insieme della sua opera storica
- Mons. BENOIST, La Famille
- Jean Béraud-Villars, L'Empire de Gao
- René Billoux
- Victor Bindel, Histoire religieuse de Napoléon
- René Biot, Santé humaine
- Marcel Bitsch, L'interprétation musicale
- A. BIZIEN-COIRON, Paysage landais
- Émile Bocquillon, Dieu et la Patrie à l’école
- CAHIERS DU SUD
- Colonnello Sadi Carnot, Les volontaires de la Côte d'Or
- Paul Cazin
- Jean Champonnier, Massillon
- Horce Chauvet, Pages peu connues de l'Histoire de France se rapportant au Roussillon
- Georges Chenessau, Orléans et ses environs
- Wilfrid René Chetteoui, Un rapsode russe Rjabinin le Père
- Henri Clavier, Grille et profils encyclopédiques. Esquisse d'une classification de la culture générale
- M. CRÉPET
- Joseph d'Arbaud
- Adrien Dansette, Deuxième République et Second Empire
- Achille Dauphin-Meunier, La Cité de Londres
- Barone Guy de Bellet
- Maurice de France, Le festin de Balthazar
- Raoul de Linière, Armorial de la Sarthe
- Roger de Nanteuil, L'aveu suprême
- Marchese Marie de Roux, Insieme della sua opera
- M. J.-P. DELALEU de TRÉVIÈRES, Quinze ans de grandes chasses
- M. DELAVIGNETTE, Insieme della sua opera
- Canonico Jean Delvigne, L'Église Saint-Jacques de Compiègne
- Jérôme Demoulin, La famille française dans l'œuvre de Paul Bourget
- Hervé Des Bordes, La secrète Joye de Bayard
- Mireio Doryan, Les Hautes Servitudes
- Pierre du Colombier, Histoire de l'art
- René Dumesnil
- Auguste Dupouy, Insieme della sua opera
- Eugène Duthoit, Rénovation française
- Gérard Fabre de Parrel, Enfants dans la brume
- Rev. Auguste Flachère
- M. FLORIAN-PARMENTIER, Insieme della sua opera
- Maurice Fombeure, Arontelle
- René Garmy, La "Mine aux mineurs", de Rancié, 1789-1848
- Raoul Gout, Une victorieuse, Blanche Pierron (1867-1933)
- Myriam Harry
- Franz Hellens, Nouvelles réalités fantastiques
- Canonico Paul Hénin, Sainte Clotilde, mon clocher
- Paul Janot, Jean Suberville, France! France éternelle
- M. H. JAQUETON, Minute suprême
- Louis Lacroix, Les derniers baleiniers français
- Canonico LEFLON, Histoire de l'église de Reims
- Louis Lorta, Maman! comme nous t'aimons
- Mons. Ernest Lotthé, Les églises de la Flandre française
- Emmanuel Maire, Les roses dans la brume
- Georges Martin, Roses qui saignent
- Canonico MARTY, La vie du Révérend Père Barré
- Henry Massoul, Souvenirs du Gâtinais et de la Brie
- Louise Matha, Enfants dans la brume
- René Maunier
- Maurice Mayen, Andantes
- Charles Millet, Français, mon ami...
- Abate Émile Moleins, Histoire religieuse de la Révolution dans le diocèse de Chambéry
- Abate Jules Mons, Si le monde veut revivre
- Abel Moreau, La Lumière des hommes
- Alphonse-Louis Mouly, Le Concordat en Lozère-Ardèche
- Jean Néel, Le collier d'ambre
- Maurice Parturier, Insieme della sua opera letteraria
- Lucie Paul-Margueritte, Insieme della sua opera
- Ernest Prévost
- Roger Reboussin, Nature aux cent visages
- Charles de Richter, Au pays de Magali
- Abate Georges Rocal, De brumaire à Waterloo en Périgord
- Isaac-Julien Rouge, Traduction du Camp de Wallenstein, de Schiller
- Jean-Marie Rougé, Ceux de Touraine et du Pays de Loire
- Jean Sauvestre, Le blé germera
- Bernard Secret, Les Noëls et Chansons de Nicolas Martin
- Jean Seguin, Les anciens fonds baptismaux du département de la Manche
- André Signe
- Pierre-Henri Simon
- Mme E.-M. SOUFFRIN, Les Stalactites de Théodore de Banville
- René Sudre, Les nouvelles énigmes de l'Univers
- M. J.-R. THOMÉ
- Marcel-Jean Torris, Narvik
- M. TRAN-VAN-TUNG, Muses de Paris
- M. A. TRANNOY, Le romantisme politique de Montalembert
- Gonzague Truc, Insieme della sua opera
- Michel Villey, La Croisade
- Jacqueline Vincent, Le chant de la chouette
- Émile Vivier, Les anciens fonds baptismaux du département de la Manche

1942
- Alexandre Arnoux
- Raphaël Barquissau, Les Isles
- Victor Bernard, Ode à Postumus
- André Berry, Les Esprits de Garonne
- M. BIANCONI, La Communauté familiale
- Georges-Frédéric Bonnefoy, Le poème d'Ariane
- Jean Bourguignon, Le retour des cendres
- Marie-Louis Camus-Clavier, Léon Dierx
- Canonico René Cardaliaguet, La révolution à Brest. La Vie religieuse
- Camille Cé
- Henriette Charasson
- Louis Chardigny, Maréchaux de France
- Lucien Corpechot
- Geneviève Dardel
- Abate Alphonse David, Les litanies de "Notre-Dame" de la banlieue
- Henri de Nolhac
- Fernand Delzangles, Histoire de l'Auvergne
- M. DÉSERT, Insieme dei suoi lavori
- Philippe Dumaine, Imaginaires
- Abel Durand, Marches dans la France de l'Ouest
- Jean Egret, Le Parlement du Dauphiné et les Affaires publiques dans la deuxième moitié du XVIII siècle
- Louise Faure-Favier
- Elian Judas Finbert, La vie pastorale
- Émile Gabory, Anne de Bretagne
- Christian Gérard
- Henri Guiriec, La Cornouaille
- Mme Marc HÉLYS
- Émile Henriot, Recherche d'un château perdu
- Alfred Leroy, Madame du Barry
- André Marcou
- Pauline Mascagni
- Madeleine Misard, Insomnies
- Claude Pellegrin, Rimes d'exil
- M. F.-G. PERRIER, Ainsi va la vie
- Louis Piérard
- Georges Reyer, Marguerite Audoux
- Maurice Ricord, Marseille cité littéraire
- Fernand Sablot, La Féerie au soleil
- Louis Salleron, La Terre et le Travail
- Pierre Seghers, Poésie 42
- M. TRAN-VAN-TRAI
- René Trintzius, Charlotte Corday
- Claude Vermorel, Jeanne avec nous
- Camille Vilain, Au fil du Rêve

### 1930-1939
1938
- Alexandre Arnoux, Insieme della sua opera
- Henry Aurenche, La fortune de Marysienka
- Jules Badin, Roussillon
- Pierre Belperron, Portraits d'histoire contemporaine
- Alain Bonnerot, Correspondance de Sainte-Beuve
- M. CHANLAINE, Insieme della sua opera
- Albert Chérel
- Jacques d'Arnoux, Les sept colonnes de l’héroïsme
- Pierre Flottes, Le drame intérieur de Pierre Loti
- Bernard Grasset, Action littéraire
- Mme Louis HERMITE, Guanabara
- Abate Henri Hugon, Le père Hugon
- Francis Jammes, Insieme della sua opera
- Gabriel-Louis Jaray, L'Empire français d'Amérique
- Pierre Jullien, Le Pèlerinage littéraire du Mont Ventoux
- Georges Kimpflin, Mémento Lorraine
- Thérèse Lenôtre
- Louis Marin, Volumes de formation civique
- Suzanne Martinon, Eux et nous
- M. PLANES-BURGADE, Opera di pubblicista
- Gabrielle Reval, Insieme della sua opera
- Maurice Rigord, Le Maroc. La Tunisie
- Arnold Van Gennep, Manuel de folklore français contemporain

1937
- Téo Ackad
- Abate Charles Aimond, L'énigme de Varennes
- Felicia Andersen
- Antonio Aniante, Vies et aventures de Marco Polo
- Alexandre Arnaoutovitch
- Jean Baradez, En survolant cinquante siècles d'histoire
- Serge Barranx, Les forces de rappel
- Louis-Alexandre Bergounioux, Marc-Antoine Dominici
- Geneviève Bianquis, Histoire de la littérature allemande
- Suor Mary-Benvenuta Bras
- Paul Brehat, Un beau métier
- M. BRÉMOND d'ARS-MIGRÉ, L'abbé Bexon
- René Burnand
- Alexandre Chevalier, Société des Lettres et Arts d'Alger
- Jacqueline Claude, Rythmes
- Commission d'art sacré, Églises parisiennes
- Abate Jean Contrasty, Rieux-Volvestre et ses évêques
- Louis de Grandmaison, Mémoires de Marie du Bois
- Yvonne de La Vergne Madame Elisabeth de France
- Louis de Ribier
- Generale Marie-Eugène Debeney, La Guerre et les Hommes
- Géo Delcampe
- Lucien Desbiens
- Paul Dimoff, La vie et l'œuvre d'André Chénier
- Étienne du Castel, Ma grand'mère Christine de Pisan
- Geneviève Duhamelet
- Renée Dulieu, Notre vieille maison
- Alfred Fabre
- Jules Faine
- Charles Finssinger
- André Fontainas
- comandante Albert Garenne, Le Refuge
- Édouard Gargour
- José Germain, Les enfants perdus
- Marguerite Goudareau, La Pernette et sa mission
- François Grammont, Francisca l'Aragonaise
- Jeanne Grisé
- Charles Grolleau, Index alphabétique et analytique de l'Histoire littéraire du sentiment religieux en France, de M. Henri Bremond
- Léon E. Halkin, Histoire religieuse des règnes de Corneille de Berghes et de Georges d'Autriche
- M. HANSI
- Maurice Hébert
- Charles Jacquemin, Aux îles Caraïbes
- André Joubin, Pubblicazione della Corrispondenza generale di Eugène Delacroix
- André Jurénil, Denain et l'Ostrévant avant 1712
- Suor Marie-Bertrand Lalonde
- Edward Laroque-Tinker
- Pierre Le Corbeiller, Pierre Corneille intime
- Abel Léger
- Michel Lorenzi de Bradi, La brève et merveilleuse vie de la Malibran
- Mons. LOUTIL
- René-Lalou Lugné-Poë, Ibsen
- Marie Maindron, L'enlèvement de Mme de Bressac
- Théodore Majdrakoff
- Pierre Marteau, Diables rouges, diables bleus
- Gabriel Maugain, Mœurs de la Renaissance. La Vengeance
- René Ménager, Les forts de Moulainville et de Douaumont
- Raymond Mil, Le lün d'argent
- Marc-Marcel Moret, Le sentiment religieux chez George Sand
- Alphonse Mortier, Le Moutier au creux du val
- Alexandre Nicolai, Histoire des moulins à papier du Sud-Ouest
- Suor PAUL-EMILE
- generale RAMPONT, La pensée et l'action
- abate Edmond Renard, La mère Alix Le Clerc
- Paul Renaudin, Marie de l’Incarnation
- Revue des questions historiques
- Jacques Reynaud, Poèmes
- Raymond Ritter, Cette grande Corisande
- Louis Rivaille, Les débuts de Pierre Corneille
- Abate Jules Saincir, Le diocèse de Soissons
- Société du parler français au Canada
- général SPIRIDOWITCH
- Paul Teltcharoff
- André Trofimoff, Du Musée impérial au Marché aux puces
- M. WICHT

1936
- Jehanne Aubry, La baronne de Vaux
- Louis Audouin-Dureuil, Sur la route de la soie
- M. A. AUGUSTIN-THIERRY, Le Prince impérial
- Jules Badin, Jean Tallez, Joffre le Catalan
- Paul Ballagny, Bayard
- Émile Baumann, Insieme della sua opera
- Morik Brin, Peintres et sculpteurs de l'Égypte contemporaine
- Marcel Brion, Théodoric, roi des Ostrogoths
- Joseph Brugerette, Le prêtre français et la société contemporaine
- Dr CHAGNAUD, Avec le 15-20
- Paul Chaponnière, Voltaire chez les Calvinistes
- Albert Chérel, La pensée de Machiavel en France
- Marie Chevalier-Villers, Les Tendresses
- Pierre Clair, Sourions à la vie
- Madeleine Clémenceau-Jacquemaire, Monime, reine de Pont
- Abel-Jean-Ernest Clément-Grandcourt, Le drame de Maubeuge
- Catherine Coche de La Ferté Vers la paix par la souffrance
- Marcel Colland, Études bibliques
- Jean Coutrot, De quoi vivre
- Maurice Darcy, Louis XI
- Xavier de Courville, Jomini ou le devin de Napoléon
- Marie-Amélie de Vendôme, La jeunesse de Marie-Amélie
- Claude Derblay, Une héroïne de Brantôme
- Tristan Derème
- Laurent d'Arce, Les solitudes: Ultima Thulé
- Agnès Fauvel, Notre-Dame de Béhuard
- André-Jean Festugière, Le monde gréco-romain au temps de Notre-Seigneur
- M. A.-M. FIRPI, Au jardin du cœur
- Mons. René Fourrey, La cathédrale d'Auxerre. Les Verrières de la cathédrale d'Auxerre. Dans la cathédrale Saint-Étienne
- Henri Franchet, Poèmes
- André Fraysse, Sur la margelle
- Paul-Émile Guépratte, L'expédition des Dardanelles
- Jacques Hamelin, Victor Hugo avocat
- René Herval
- Octave Homberg, La galerie des glaces
- M. B. HUSSON, À l'ombre du silence
- Théodore Joran, Les féministes avant le féminisme
- Marja Kosko, La fortune de "Quo Vadis" de Sienkiewicz en France
- Lucien Labbas, La grâce et la liberté dans Malebranche
- André Latreille, Napoléon et le Saint-Siège
- Marc Leproux, Le général Dupont
- Antoine Lestra, Le Père Chevrier
- Alfred Lombard, Flaubert et saint Antoine
- Jean Marquès-Rivière, La Chine dans le monde
- Delphine Marti, Dans le domaine du silence
- René Martial, La race française
- Maurice Martinenghi, La voie étincelante
- Jules Mayor, Nous n'irons plus au bois
- Abate Henri Monot, Charlieu
- Abel Moreau, L'île du Paradis
- Hilarion Moutet, Sabine Plésen
- Marthe Oulié, Les Antilles, filles de France
- Abate Léonce Raffin
- Émile Reibell, Le calvaire de Madagascar
- Jacques Reynaud, Delphica
- Charles Silvestre
- Abate Georges-Abel Simon, Abbé Pierre-François Jamet
- Albert Tserstevens
- Louis Vaunois, Vie de Louis XIII
- Canonico Jean Viollet, L'enfant devant la vie
- Renée Zeller, Le royaume secret

1935
- Marcel Barrière
- Philippe Besnard, La politique et les arts
- Louis Cazamian, La Grande-Bretagne
- René Chambe, Dans l'enfer du ciel
- Henriette Charasson
- Marcel Clerget, Le Caire
- Henry d'Estre, Bourmont
- Marie-Claire Daveluy, Jeanne Mance
- Alard de Bourghelles, Louis Dumont-Wilden, Albert 1er, roi des Belges
- Pierre de Luz, Isabelle II
- Pierre Deloncle, L'Afrique occidentale française
- Roger Dion, Essai sur la formation du paysage rural français
- Adrien Fauchier-Magnan, Les Dubary
- Canonico Paul Fiel, Le chapitre du Latran et la France
- Yvonne Gaebelé, Créole et grande dame
- Gustave Guiches
- Abate André Joly, Un converti de Bossuet. James Drummond, duc de Perth
- Michel Lorenzi de Bradi, Les misères de Napoléon
- Pierre Maes, Victor Jacquemont
- Abate Léon Mahieu, Mgr Louis Belmas
- Henry Massoul, La leçon de Mussolini
- Revue MABILLON
- Anatole Rivoallan, L'Irlande
- Abate Georges Rocal, 1848 en Dordogne
- Samuel Rocheblave, Vauvenargues ou la symphonie inachevée
- Noëlle Roger
- Abate Charles Rolin, La défense du Couronné de la Seille
- Raymond Schwab, Vie d'Anquétil-Duperron
- Jean-Édouard Spenlé, La pensée allemande de Luther à Nietzsche
- Geneviève Tabouis, Salomon
- Edmée Vesco de Kereven, Auprès de la souffrance humaine
- Jean-Edmond Weelen, Rochambeau

1934
- Henri Bachelin
- Abate Victor Carrière, Revue d'Histoire de l'Église de France
- Sophie de Korwin-Piotrowska, Balzac et le monde slave. Balzac en Pologne
- André de Maricourt, La véritable madame Tallien
- Louis Dumont-Wilden, Le prince errant Charles-Édouard, le dernier des Stuart
- Jeanne Durry, La vieillesse de Châteaubriand
- Béatrix Dussane, Le comédien sans paradoxe
- Claude Ferval, Jean-Jacques Rousseau et les femmes
- Joseph Noulens, Mon ambassade en Russie soviétique
- Joseph Place, Hector Talvart, Bibliographie des auteurs modernes de langue française
- Félix Ponteil, L’opposition politique à Strasbourg sous la Monarchie de Juillet
- Jean-Albert Sorel
- Hugo-P. hieme, Bibliographie de la littérature française de 1800 à 1930

1933
- Jeanne Audé, L'amour merveilleux d'Alexandrine de la Ferronnaye
- Léon Barety, La France au Maroc
- Fernand Blanchet, Les Alpes
- Gabriel Bonno, La constitution britannique devant l'opinion française
- Maurice-Pierre Boyé, Chevreuse aux belles ombres
- Nicolas Burtin, Le baron d'Eckstein
- Comité ALSACIEN D'ÉTUDES et D'INFORMATIONS, Insieme delle sue pubblicazioni
- Maurice Courtois-Suffit, Fumeurs
- Alice Cruppi, Pattes blanches, lapin de Gascogne
- Xavier d'Haucourt, Le Palais de Justice de Rennes
- Bogomir Dalma, Midi, terre de beauté
- F. Danchin, Le petit ange paresseux
- Jeanne Danemarie, Le mystère des stigmatisés
- Renée de Brimont, Les oiseaux
- Jacques de Coursac, Simon de Sucy
- Gontran-Marie-Auguste de Faramond, Souvenirs d'un attaché naval en Allemagne et en Autriche
- Ernest de Ganay, Jehan de Ganay
- Albert de Luze, La magnifique histoire du Jeu de Paume
- Henri de Montfort, Les nouveaux États de la Baltique
- Martial de Pradel de Lamase, Le château de Vincennes
- Jean-Rodolphe de Salis, Sismondi
- Georges Demanche, Évasions
- Jacques Des Gachons
- Albert Duchêne, Chasseloup-Laubat
- André Dumas, Le désert cévenol
- Paul Fort
- Canonico François Gaquère, Pierre de Marca
- Jules Gay, Les deux Romes et l’opinion française
- André Geiger, Syrie et Liban
- Anouar Hatem, Les poèmes épiques des Croisades
- Fabius Henrion, Insieme delle sue pubblicazioni
- Alexandre Hérenger, Goethe en Italie
- Mme Jean JÉGO, Perruches des Antilles
- Philippe Kah, Léon Trulin
- Abate Joseph Lacouture, Le mouvement royaliste dans le Sud-Ouest
- Marcel Langlois, Madame de Maintenon
- René Laurent, Le national socialisme
- Elen Machay, La croix païenne
- Guillaume Mollat, La question romaine de Pie VI à Pie XI
- Henri Mongault, Mérimée. Études de littérature russe
- Bentley Mott, Souvenirs de Myron T. Herrick
- Abate Jacques Moulard, Le comte Camille de Tournon
- Georges Nitsch, Le Palais de Justice de Rennes
- Claude Odilé, La vie en Alsace
- Georges Oudard, Vieille Amérique
- André Pidoux de La Maduère, Mon vieux Poligny
- Jean Pigeyre, La vie et l'œuvre de Chaptal
- Lucien Refort, La caricature littéraire
- Abate Georges Rocal, Croquants du Périgord
- Louis Roubaud, La Bourdonnais
- André Savignon, Saint-Malo, nid de corsaires
- Agnès Siegfried, L'abbé Frémond
- Auguste Thomazi, Trafalgar
- Édouard Trogan
- Pierre Villey
- Zygmunt-Lubicz Zaleski, Attitudes et destinées

1932
- Mons. François Auvity, Germiny-l'Exempt
- Charles Baussan, La Tour du Pin
- Pierre Charliat, Trois siècles d'économie maritime française
- Abate Georges Chenesseau, L'abbaye de Fleury
- Jean de Granvilliers, Insieme della sua opera
- Fernand Delzangles, Danses et chansons d'Auvergne
- Robert Dieudonné, Frangins
- Alphonse-Louis Grasset, La guerre en action
- Sonia E. Howe, Les héros du Sahara
- Paul Lesourd, L'œuvre civilisatrice des Missionnaires dans les Colonies françaises
- Suzanne Martinon, Insieme della sua opera
- Mons. Jules Millot, Monseigneur Gibier, évêque de Versailles (1849-1931)
- Ludovic Naudeau, Insieme della sua opera
- Contessa Robert de DAMPIERRE, Roma Amor
- Albert Sarraut, Grandeur et servitude coloniales
- Benjamin Valloton, Insieme della sua opera
- Edmée Vesco de Kereven, Insieme della sua opera
- André Vovard, L'amiral du Chaffault

1931
- Gabriel Angoulevant, Étapes asiatiques
- Henri Baraude, Par la souffrance
- Blanche Bendahan, Mazaltob
- André Berry, Florilège des troubadours
- Mlle BERTHEM-BONTOUX, Sainte Françoise Romaine et son temps
- Paul Beuzart, Le Protestantisme en Thiérache
- Henri Bornecque, Insieme delle sue traduzioni
- Marguerite Bourcet, Toujours prêtes
- Capitano Narcisse Bouron, Les Druzes
- René Cruchet, La conquête pacifique du Maroc
- Christian de Caters, Visage de la Suède
- Édouard de Keyser, La grande pitié de la France missionnaire
- Marie de Lignac, Les semeurs de lumière
- Marchese de MONTFERRIER, Les femmes, la danse, la politesse
- Alfred Delacour, Gibier de France
- Abate Michel Delamare, Calendrier spirituel de la ville d’Évreux au XVIII siècle
- Gonsalve Desaulniers, Bois qui chantent
- Jean Donyau, Darling, darling
- Claude Dravaine, Michel changé en cabri
- René Dupuis, Opera di pubblicista
- René Georgin, Jean Moréas
- Abate François Gex, Autour des clochers de Savoie
- Abate Lionel Groulx, Insieme delle sue opere di storia canadese
- Thilda Harlor, Arielle, fille des champs,
- Pierre Hellin, Pierre Loevinbruck, Les cahiers du Sergent Walter
- Robert Husson, La montagne veut vivre
- Abate Charles Jolivet, La Révolution dans l'Ardèche
- René Jolivet, L'Éden
- Ernest Lafon, Au pays des bombances
- Jean-Marie Lambert, Le saint homme de Grasse, Clément Roux
- René Le Clerc, Histoire du Bon Sauveur de Saint-Lô
- Éveline Le Maire, L'Idylle interrompue
- M. LEMESLE
- Abate Marius Lepin, Le Christ Jésus
- Georges Lionnais, Veillées lorraines
- Georges Lote, En préface à Hernani
- Nelly Melin, La confession de Régine
- Marcel Millet, Léone, actrice de province
- Abate Aloys Miramar, Histoire pittoresque d’une famille égyptienne
- Laurent Moreau
- Jacques Morel, L'homme dangereux
- Canonico Henri Pérénnes, Le Père Jean-François Abgrall
- Gabriel Sarrazin
- Henri Sarrette, Ève auxiliatrice
- Joseph Serre, Insieme della sua opera
- Société du Parler Français du Canada, Glossaire du parler français au Canada
- Raymond Thibaud, Don Columba Marnier, abbé de Maredsous
- Canonico Jules Tournier, La conquête religieuse de l'Algérie
- Alexandre Verchin, En Cornouaille
- René Weiss, L'Algérie
- Louise Zeys, Une fille de la vraie Alsace, Marie-Antoinette Lix

1930
- Étienne Aubrée, Lucile e René de Chateaubriand
- Marthe Bassène, Le chevalier de Lorraine e la mort de Madame
- Marthe Bertheaume, Jocelyne e son étoile
- Paul Berthelot, Herlot de Grandière
- Yvonne Bézard, Lettres du président de Brosses
- Georges Bourgin, La formation de l'unité italienne
- René Bouvier, Quevedo
- Jean-Marie Carré
- Albert Chatelle, Amiens pendant la guerre
- Charles Clerc, La vie tragi-comique de Georges de Scudéry
- Maurice de Coppet e Jean-Louis Ferret, Cahiers de Finlande
- Marchese Guy Joseph Hély Emé de Marcieu, Deux lieutenants des armées du Roi
- Léon Deffoux, Trois aspects de Gobineau
- Dominique Defontin-Maxange alias d'Edme René Colin, Le grand Ismaël, empereur du Maroc
- Charles Dormontal, Sauternes
- André Duchoissois, Sous les feux de Ceylan
- Abate Pierre Dufourd, Un sillon sur la terre rouge
- Jehanne d'Orliac, Chanteloup
- Max Fauconnet, Alger, la casbah
- Mlle Victor Féli, Mons. Auger Billards et Barbey d'Aurevilly
- Pierre Flottes, Leconte de Lisle
- Abate F. Fradet, Les œuvres du bienheureux de Montfort, poète mystique e populaire
- Alphonse Gaillard, L'amour au village
- Henry Gaillard de Champris, Œuvre franco-canadienne
- André Gain, La Restauration e les biens des émigrés
- Canonico Adrien Garnier, Les ordonnances du 16 juin 1828
- Lucien Gennari, L'Italie qui vient
- Mme Georges Duhamel, Les Ursulines de Paris sous l'ancien régime
- Claude Gével, Chez les hommes
- Ferdinand Gohin, L'art de La Fontaine dans ses fables
- Edmond Gojon
- Marcel Grosdidier de Maton, Metz
- Gaston Guillaumie, Eugène le Roy
- Louis Guimbaud, Souvenirs de Pierre Foucher
- Jane Henouard, Ci-gît un homme
- Institut français de Washington
- Pierre Jacomet, Drames judiciaires
- Albert Jamet, Edizione delle opere di Marie de l'Incarnation
- Gabriel Jeanton, Légendes au pays mâconnais
- Geneviève Joannès, Les audiences divines e la voix de Dieu dans les êtres e les choses
- Isaac Kadmi Cohen, Nomades
- Zadig Khanzadian, Atlas de géographie historique de l'Algérie (Livre du Centenaire)
- Odic Kintzel, Cultive ta statue. Les corps harmonieux
- Edmond Lacoste, Bayle, nouvelliste e critique littéraire
- Edmond Lagrange, L'idée victorieuse
- Gabriel-Guillaume Lapeyre, Vie de Saint Fulgence de Ruspe de Ferrand
- Lucien Lastapie, Tu t'en vas, ô mon pays
- Raymond Lebègue, Le mystère des actes des Apôtres
- Jean Lefranc, Bougainville e ses compagnons
- Marc Logé, Insieme delle sue traduzioni
- Albert Lopez, La parure de la cité
- Abate Élie Maire, Histoire des Instituts religieux e missionnaires
- Victor Martin, Le Gallicanisme politique e le clergé en France
- Canonico Édouard Mesguen, Trois cents ans d'apostolat
- Léon Mis, Les œuvres dramatiques d'Otto Ludwig
- Georges Mongrédien, Libertines e amoureuses
- Léon Mousset, Les voix de la France
- Lucie Paul-Margueritte
- Léon Philouze, Insieme della sua opera
- Edmond Préclin, Les Jansénistes du XVIII siècle
- Gabriel Ramon, Histoire de la Banque de France
- Joseph Récamier, L'âme de l'exilé
- Henri Riondel, Une page tragique de l'histoire du Levant
- Paul-Louis Rivière, L'après-guerre. Dix ans d'histoire
- Émile Roudier, Merlin l'enchanteur
- M.-J. Rouet de Journel, Une russe catholique: Mme Swetchine
- Eugène Roulin, Vêtements liturgiques
- Philippe Selk, L'homme qui posséda la plante de vie
- Société des amis du vieux Riom, Riom ville d'art
- Canonico Eugène Sol, Le vieux Quercy
- Louis Sonolet, La vie parisienne sous le second Empire
- Louis Théron de Montaugé, Le Père Dubreuil
- Edmond Toutain, Alexandre III e la République
- Joseph Trésal, Les sœurs de Saint-Joseph de Moutiers
- Abate Francis Trochu, Bienheureux Stéphane Venart
- François Veuillot, Edizione delle opere di Louis Veuillot
- Mons. J.-L. Vidal, Henri de Sponde
- Léonie Villard, Le Théâtre américain
- Abate Jean-Joseph Villepelet, Le culte de la Sainte Vierge en Berry
- Maurice Wolf, Le roman de Clotilde de Vaux e d'Auguste Comte
- Rosa Worms-Baretta, Lucinde au miroir

### 1885-1929
1929
- Armand Albert-Petit, Ce qu'il faut connaître de la Rome antique
- Henry Aurenche, Vers Jérusalem
- Abate R. Brousse e Alfred de Curzon, Vie de saint François d'Assise, du R.P. Cuthbert
- Mons. Moïse Cagnac, Les lettres spirituelles de France
- Henriette Charasson, Deux petits hommes e leur mère
- Georges Charbonneaux, Reims après la guerre
- Louis-Janvier Dalbis, Le bouclier canadien-français
- Gaston de Marcieu, Pages vivaroises
- Carl de Vinckvuaflart, La place de l'Institut
- Georges Demanche, Cinquante années de peuplement. Canada
- Paul Faure, Vingt ans d'amitié avec Edmond Rostand
- Joseph-Émile Fidao-Justiniani, Qu'est-ce qu'un classique
- Marie Gallaud, Ceylan. Bouddhisme
- Gabriel Gobron, Au pays des cocolinjos e des colindindins
- Georges Hottinger
- Gabriel Houde e Honel Meiss, Les Psaumes traduits de l'hébreu
- Ernest Jaubert
- Gustave Kass, L'orientation professionnelle e l'apprentissage
- Serge Laurac, Sables rouges
- René Leforestier, L'occultisme e la franc-maçonnerie écossaise
- Léon Lehureaux, Sur les pistes du désert
- Jean-Hippolyte Mariéjol
- Jean Marquet, Les cinq fleurs
- Liliane Olah, Une grande dame auteur e poète du XVIII siècle, Mme de Montesson
- Abate Jules Paquier, L'Orthodoxie de la théologie germanique. Le livre de la vie parfaite
- Ernest Pérochon, Le livre des quatre saisons
- Robert Pitron, Franz Schubert
- Jean-Marie Rougé, Voyage en Touraine inconnue
- Alice Stern, Napoléon, de Emil Ludwig
- Mme Tormia, Voyage au Japon
- M. Touchard
- Alfred Van Den Brule, Hubert Rohault de Fleury
- Georges Verdal, Les infants de Lara
- François Vermale, Joseph de Maistre émigré
- Léon Ville, Marie Rollet
- Lucien Wolff, Keast

1928
- Abate Ivanhoë Caron, La colonisation de la province de Québec
- Henri Davignon
- Paul de Doudeauville, Une politique française au XIX siècle
- Candide de Nant, Pages glorieuses de l'histoire canadienne
- Hélène du Taillis, La nouvelle Bovary
- Jeanne Galzy, Sainte Thérèse d'Avila
- Pierre Gourdon, Insieme della sua opera
- Raoul Gout, La vie de Sainte Douceline
- Marie Jade, Mon amour où es-tu?
- Ernest Jovy, Études pascaliennes
- Canonico Marty
- Jacques Morel, Par un chemin détourné

1927
- Juliette Adam, Insieme della sua opera
- Émilie Arnal, L'hôte divin
- Abate Désiré Aubry, L'Institut du Sacré-Cœur de Coutances
- Canonico Th. Bondroit, Motte
- Amédée Britsch, La jeunesse de Philippe Égalité
- Alfred Broquelet, À travers nos provinces, Normandie e Bretagne, nos cathédrales, nos églises, nos abbayes, nos châteaux
- Louis de Robert,
- Sylvain Déglantine, Le combat per l'amour
- Charles Derennes, La matinée du faune
- Claude d'Habloville, Grandes figures de l'Église contemporaine
- Mons. Sébastien Herscher, Conférences
- Charles Joyeux, Leçons brèves de morale
- René Labruyère, Les Passagères
- Félix Louat, Senlis
- Abate Albert Munier, Construction, décoration, ameublement des églises
- Julien Munier-Jolain, Le cardinal Collier e Marie-Antoinette
- Hélène Picard
- François Rousseau, Moines bénédictins martyrs e confesseurs de la foi pendant la Révolution
- Louis Sonolet, La vie e l'œuvre de Paul Deschanel (1855-1922)
- Maurice Soulié, La grande aventure
- Pierre Varillon, La fausse route
- E.-F. Velletaz, La Femme e l'Image

1926
- Augustin Auffray, En pleine brousse équatoriale. Histoire de la Mission salésienne de Katanga
- Émile-Robert Blanchet, L'Archipel aux sirènes. La passe dangereuse, de Sommerset Maugham
- Paul Cervières, Campés dans la montagne roumaine
- Henri Chéramy, Saint-Sébastien-hors-les-murs
- Louis Colas, La tombe basque
- Georges Courteline, Insieme della sua opera
- Albert Dauzat
- Madeleine de Bouchaud, Les détours du bonheur
- Pierre de Croidys, L'ombre mutilée
- Gabriel Des Hons, Anatole France e Racine
- Étienne Dupont, Les Corsaires chez eux
- René Durand, Le département des Côtes-du-Nord sous le Consulat e l'Empire
- Laurent d'Arce, Sur les routes de Compostelle
- Gaston Esnault, L'imagination populaire. Métaphores occidentales
- Romain Gallois, La fiancée du Celte
- Canonico François Gaquère, La vie e les œuvres de Claude Fleury (1640-1723)
- René Gillouin, Questions politiques e religieuses
- Édouard Guyot, Esquisse de l'Histoire universelle, de H.-G. Wells
- Léopold Lacour, Insieme della sua opera
- Marcel Langlois, Pensées intimes du duc de P. de Beauvillier
- Odette Larrieu, Le roman de Renard
- René Lavollée, Raison e Foi
- Roland Lebel, L'Afrique occidentale dans la littérature française depuis 1870
- Maurice Magendie, La politesse mondaine e les théories de l'honnêteté en France au XVII siècle
- Abate Élie Maire, Marie-Eustelle Harpain (1814-1842)
- Marietta Martin, Le Docteur Koreff (1783-1851)
- Fernand Ménégoz, Le problème de la prière
- Jacques Nanteuil, L'inquiétude religieuse e les poètes d'aujourd'hui
- Abate Raphaël Persyn, Le mystique flamand: Charles Grimmick (1676-1728)
- Abate Louis Saluden, Une figure brestoise au XVIII siècle: Claude Laporte (1734-1792)
- Henry Soulange-Bodin, Anciens châteaux de l'Île de France
- Robert Van Der Elst, Michelet, naturaliste
- Georges Vidalenc, L'art marocain
- Louis Villat, La Corse de 1768 à 1789

1925
- Édouard Beaufils, Le Sortilège
- Jean-Marie Bourget, Les origines de la Victoire
- Jacques Brindejont-Offenbach, L'Ombre sur la mer
- Camille Cé, Jean Gaument, Largue l'amarre
- Auguste Dupouy, Rome e les lettres latines
- Paul Emard, Jacques Amyot, grand aumônier de France, supérieur des Quinze-Vingts
- Abate Louis Kerbiriou, Jean-François de la Marche, évêque comte de Léon
- Marcel Laurent, Les tendresses brisées
- Marcel Luguet, Insieme delle sue opere
- Camille Mauclair, La vie de Sainte Claire d'Assise
- Adrien Gabriel Morice, Histoire de l'Église catholique dans l'ouest canadien (1859-1919)
- Abate Cl. Peyroux, Insieme delle sue opere
- Noëlle Roger
- Luogotenente Georges Rollin, Casqués d'azur
- Pierre Trahard, La jeunesse de Prosper Mérimée (1803-1834)
- Blanche Vogt, La jeunesse de Claire Chamarande

1924
- Charles Derennes, La fontaine Jouvence
- Jacques d'Entrammes, Père e fils
- Émile Gabory, Les enfants du pays nantais e le XI corps d'armée. Le livre d'or
- Charles-Marie Garnier, Sonnets de Shakespeare
- Cécile Gazier, Après Port Royal
- Aline Henry, Le fardeau sur l'épaule
- Valory Le Ricolais, L'écrin des souvenirs
- Juana-Richard Lesclide, Le rosaire d'amour
- Jean Maspero, Poèmes
- Paul-Auguste Nicolas, La sieste sous l'olivier
- Canonico Norbert Nieuwland, Canonico Jean Schmitz, Documents pour servir à l'histoire de l'invasion allemande dans les provinces de Namuret de Luxembourg
- André Pératé, La Divine Comédie, de Dante
- Charles Pouthas, Guizot pendant la Révolution (1814-1830)
- Lucien Refort, L'art de Michelet dans son œuvre historique
- J.-M. Rousseau, Jeanne d'Arc
- Thierry Sandre, Anthologie des écrivains morts
- Pierre Soulaine, Les Héritiers
- Maurice Valette, Le nid du toit
- Jean Vic, La littérature de guerre
- Comandante Maurice-Henri Weil, Le général de Stamford
- Scuole francesi in Ungheria

1923
- Edmond Aubié, Euripide : Rhésus
- Maurice Beaufreton, Vie de Benvenuto Cellini écrite par lui-même
- Adrien Boudou, Le Saint-Siège e la Russie au XIX siècle (1814-1847)
- Mons. Moïse Cagnac, Insieme delle sue pubblicazioni su Fénelon
- Paul Cazin, Les mémoires de Jean-Chrysostome Pasek, gentilhomme polonais (1656-1688)
- François Charles-Roux, L'Angleterre, l'Isthme de Suez e l'Égypte au XVIII siècle
- Conte Roger de Gontaut-Biron, Comment la France s'est installée en Syrie (1918-1919)
- Georges de Lauris, Gisèle s'évade
- Claude de Saint-André, Louis XV
- Aline de Villèle, Mirage d'amour
- Jules Derocquigny, per la traduzione di La tragédie de Macbeth, de Shakespeare
- Henri Maninat, per la traduzione in versi francesi di Virgile, l'Énéide
- Albert Miron de L'Espinay, Robert Miron e l'Administration municipale de Paris (1614-1616)
- Pierre Paul, Le cardinal Melchior de Polignac (1661-1741)

1914
- Abate Victor Bouillon, Autour d'une vieille église
- Gilbert Chinard, L'Amérique e le rêve chaotique dans la littérature française aux XVII e XVIII siècles
- Jules de La Vaissière, Éléments de psychologie expérimentale
- Jean des Cognets, La vie intérieure de Lamartine
- Edmond Esmonin, La taille en Normandie au temps de Colbert (1661-1683)
- Victor Giraud, Les maîtres de l'heure
- Eugène Le Mouël, Œuvres poétiques
- Jean-Louis Vaudoyer, Poésies

1887
- Pierre-Jules Hetzel, Les Quatre Peurs de notre général
- François Regnier De La Brière, Souvenirs e études de théâtre

1885
- Paul Jacquinet, Nuova edizione delle Orazioni funebri di Bossuet